# Jurijs Strods
Jurijs Strods (ur. 31 października 1961) – łotewski polityk, matematyk i samorządowiec związany z Jełgawą, w latach 2006–2007 minister gospodarki.

## Życiorys
W latach 1979–1984 studiował matematykę na Uniwersytecie Łotwy w Rydze. Był zatrudniony m.in. w centrum obliczeniowym tej uczelni oraz jako pracownik naukowy na Łotewskiej Akademii Rolniczej. Był również specjalistą w dziale informatyki jednego z przedsiębiorstw oraz sekretarzem w gazecie „Zemgales Avīze”. Działał w prawicowym ugrupowaniu Dla Ojczyzny i Wolności/Łotewski Narodowy Ruch Niepodległości. Od 1997 związany z samorządem Jełgawy, pełnił funkcję dyrektora wykonawczego rady miejskiej, a w 2001 został wiceprzewodniczącym rady miejskiej.
Od listopada 2006 do września 2007 sprawował urząd ministra gospodarki w drugim rządzie Aigarsa Kalvītisa. Wkrótce powrócił do pracy w samorządzie lokalnym jako wiceprzewodniczący rady miejskiej Jełgawy. Wybierany na radnego miejskiego w kolejnych wyborach (również w 2021). Został też wiceprzewodniczącym komitetu ekonomicznego łotewskiego zrzeszenia samorządów, prezesem regionalnej agencji energetycznej w Semigalii i członkiem władz współtworzonej przez jego poprzednie ugrupowanie partii Zjednoczenie Narodowe „Wszystko dla Łotwy!” – TB/LNNK.